# Portrait de Johann Kleberger
 (juin 2023).
Si vous disposez d'ouvrages ou d'articles de référence ou si vous connaissez des sites web de qualité traitant du thème abordé ici, merci de compléter l'article en donnant les références utiles à sa vérifiabilité et en les liant à la section « Notes et références ».
Le portrait de Johann Kleberger est une peinture à l'huile sur bois de tilleul (de dimensions de 37cm x 37) d'Albrecht Dürer (1471-1528), datée et signée en 1526, aujourd'hui conservée au Musée d'histoire de l'art (Kunsthistorisches Museum) de Vienne (Autriche). 

## Historique de l’œuvre
Elle a été exécutée lors d'un séjour du portraituré à Nuremberg (Bavière, actuelle Allemagne), entre 1524 et l'année 1526 durant laquelle le peintre a également représenté Hieronymus Holzschuher et Jakob Muffel.
Le "présent" modèle, Johann(es) Kleberger (1485-1546), était un riche marchand et financier, lui-même natif de Nuremberg, qui deviendra entre 1528 et 1530 l'époux (en premières noces) de la veuve d'un marchand nommé Imhoff, et fille de Willibald Pirckheimer, illustre "patricien" de Nuremberg, juriste, banquier, humaniste et ami proche de Dürer. 

## Description
L'œuvre constitue le plus original des portraits de son auteur et l'un des plus novateurs de l'époque. Sa facture est assez peu habituelle chez le maître lui-même.
On pense que Kleberger lui avait d'abord commandé un bas-relief, comme il avait pu en voir sur les façades de demeures "Renaissance" en France, car Dürer utilise le portrait en relief dans sa technique picturale, pour aboutir à une œuvre puissante où la pose quasi-impériale du sujet exprime la volonté, l'ambition, voire la farouche détermination de celui qui a réussi.
Dessinée comme une médaille antique, souvent propre en effet aux empereurs voire autres potentats de Rome, et peut-être inspirée par les gravures de médailles romaines de Hans Burgkmair, l'artiste y dépeint en son centre le buste du modèle, dans un médaillon s'ouvrant dans un mur.

### Pourtours interne et externes
À l'instar d'une monnaie, la partie circulaire comporte une inscription "couronnant" la tête peinte, ici en langue latine : 
« E[ffigie(s)] IOANI KLEBERGERS NORICI

AN[no] AETA[tis] SVAE [suae] XXXX [et un monogramme de l'artiste ?] »
Soit :
« Effigie (de) Jean Kléberger(,) ["norici"(,)
en] son âge (de) 40 an(née)s ».
Cette légende se voit accompagnée, aux quatre "coins extérieurs" du disque central de représentation :
- en haut à gauche du cadre, d'un signe symbolique voire cabalistique ;
- à droite, de l'année de signature finale — corroborant l'âge de XL ans en 1526 du représenté né en 1485 —, nombre à 4 chiffres "chapeautant" le monogramme du maestro ;
- dans les deux angles du bas des « redende Wappen » (littéralement « armes parlantes », de l'allemand), motifs héraldiques (apposés plus tardivement ?) de la famille Kleberger.

## Postérités du tableau

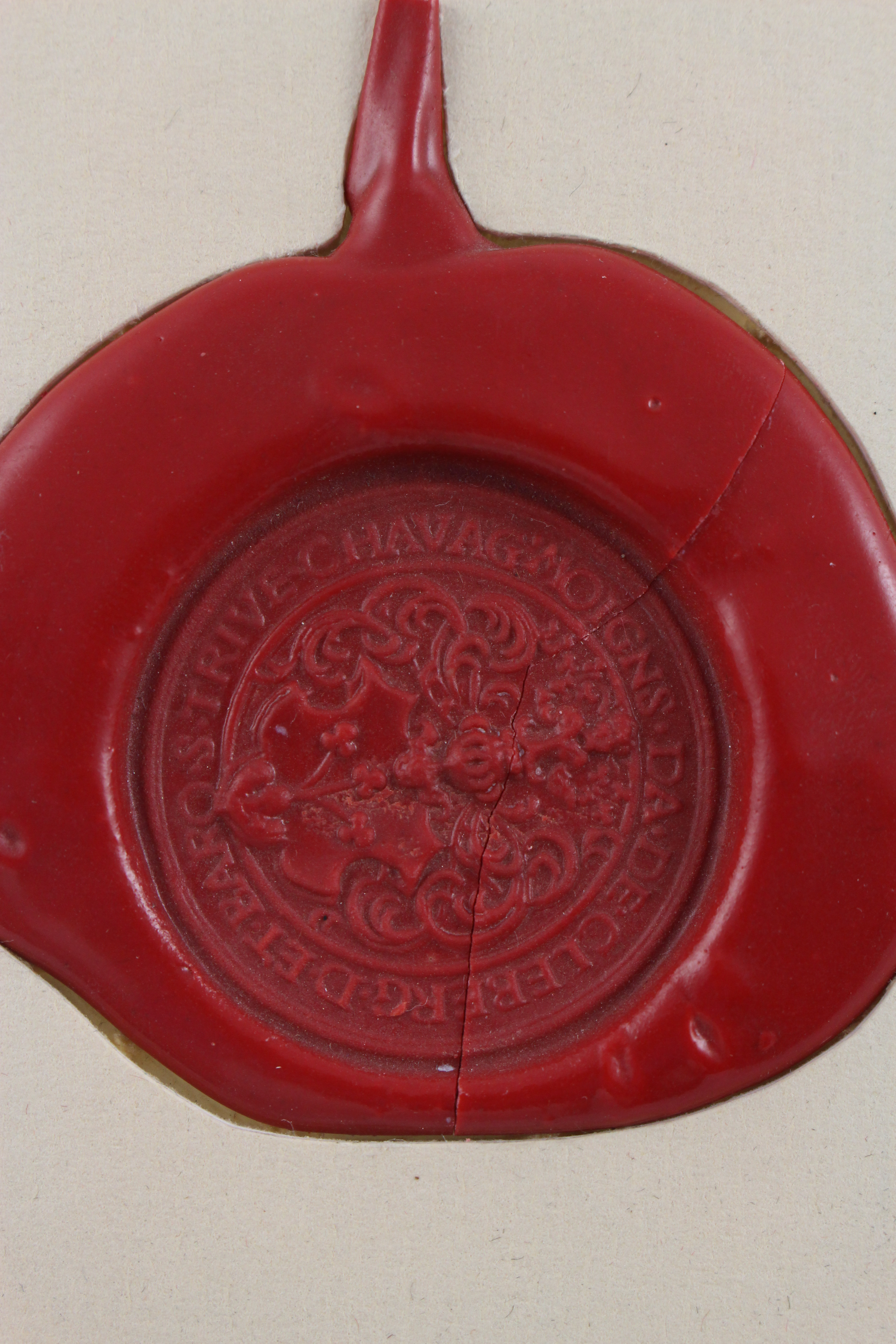
Sceau et matrice
de David Cléberger, fils de Jean ;
Musée des Hospices civils de Lyon.

Albrecht Dürer meurt seulement deux années après sa signature, et pourtant l'ensemble du portrait est traité avec le plus grand réalisme, comme s'il s'agissait d'une sculpture de cire réalisée de manière à projeter une ombre sur le mur, tel un avant-goût du surréalisme formalisé surtout au XXe siècle.
Très avant-gardiste aussi est l'apparition de favoris sur les tempes du personnage, typiques de goûts du XIXe, le rapprochant a posteriori d'un portrait de type néo-classique davantage que "Renaissance". 
À la mort dudit protagoniste 20 ans plus tard, il est devenu un notable veuf remarié à Lyon, via Berne puis Genève. Le portrait passe d'abord à son fils David Kleberger (au sceau ci-contre).
En 1564, le beau-fils de Johann(es), Willibald Imhoff, rachète le tableau à David.
En 1588, ce dernier sera revendu par Imhoff ou ses propres héritiers, à l'empereur germanique Rudolph II.
Puis, après un passage par Prague, il enrichira la Schatzkammer de Vienne, en Autriche, avant d'être exposé publiquement à partir de 1748.
Il est donc aujourd'hui au Kunsthistorisches Museum (Musée d'Histoire de l'art) de Vienne.